# Madhuca punctata
Madhuca punctata är en tvåhjärtbladig växtart som beskrevs av Fletcher. Madhuca punctata ingår i släktet Madhuca och familjen Sapotaceae. Inga underarter finns listade i Catalogue of Life.